# Hichem Souakir
Hichem Souakir (en arabe : هشام سواكير) est un footballeur algérien né le 25 juillet 1985 à Sétif. Il évoluait au poste d'avant-centre.

## Biographie
Il évolue en première division algérienne avec les clubs de l'USM El Harrach, du MC El Eulma, du NA Hussein Dey et de l'AS Khroub, avant d'aller dans des clubs de divisions inférieures. Il dispute 46 matchs en inscrivant cinq buts en Ligue 1.